# Gare de Montbéliard
Gare de Montbéliard vasútállomás Franciaországban, Montbéliard településen.

## Vasútvonalak
Az állomást az alábbi vasútvonalak érintik:
- Dole–Belfort-vasútvonal

## Kapcsolódó állomások
A vasútállomáshoz az alábbi állomások vannak a legközelebb:
- Gare de Voujeaucourt
- Gare d’Héricourt